# Riksmötet 1978/1979
Riksmötet 1978/79 var Sveriges riksdags verksamhetsår 1978–1979. Det pågick från riksmötets öppnande den 3 oktober 1978 till riksmötets avslutning den 9 juni 1979.
Riksdagens talman under riksmötet 1978/79 var Henry Allard (S).